# ادمون ليفي
ادمون ليفي (بالفرنسية: Edmond Lévy)‏ هو مؤرخ فرنسي، ولد في 14 فبراير 1934.